# Cattedrale di Avezzano
La cattedrale di San Bartolomeo Apostolo, detta anche cattedrale dei Marsi, è il principale luogo di culto cattolico di Avezzano, chiesa madre della diocesi omonima.

## Storia
La chiesa ha vissuto diverse fasi costruttive a causa dei terremoti che hanno devastato la zona.
Un'antica piccola chiesa, probabilmente dedicata a san Clemente o secondo Muzio Febonio a sant'Antonio abate, fu edificata presumibilmente tra l'VIII e il IX secolo. La chiesa ricostruita nel XII secolo e intitolata con chiarezza a San Bartolomeo ricevette nello stesso periodo dal re di Sicilia Guglielmo II il titolo di cappella reale.
In parte distrutta dal terremoto del 1349, fu ricostruita e ingrandita in stile rinascimentale nel XVI secolo. Nel 1572 ricevette il titolo di collegiata. Anche la struttura cinquecentesca fu gravemente danneggiata dai terremoti del 1654 e del 1703. Ancora riedificata fu completamente distrutta in seguito al terremoto della Marsica del 1915.
I lavori del nuovo edificio sacro, realizzato al centro della città, ricostruito in una posizione diversa rispetto alla precedente collegiata, furono voluti dal vescovo dei Marsi Pio Marcello Bagnoli e avviati dalla ditta dell'ingegnere tedesco Rodolfo Stoelcker su progetto dell'architetto Sebastiano Bultrini il 21 settembre 1930 con la benedizione della prima pietra; vennero però interrotti quasi subito a causa di mancanza di fondi. Dopo la visita che Benito Mussolini fece l'11 agosto 1938 ad Avezzano furono reperiti i fondi necessari, tanto che la chiesa venne completata nei circa tre anni successivi. Fu consacrata il 22 gennaio 1942 diventando la chiesa madre della diocesi dei Marsi. Ad Avezzano, infatti, venne trasferita la cattedra diocesana già dal 1924 con la bolla Quo aptius di Papa Pio XI.
Danneggiata dai bombardamenti aerei del 1944 la cattedrale non subì danni irreparabili; fu restaurata su progetto preliminare dell'architetto Pasquarelli e in seguito su quello definitivo dell'ingegnere Giuseppe Mazzocca.
Il 4 settembre 1949 la chiesa fu di nuovo consacrata con dedicazione a san Bartolomeo apostolo e riaperta ai fedeli.

## Descrizione

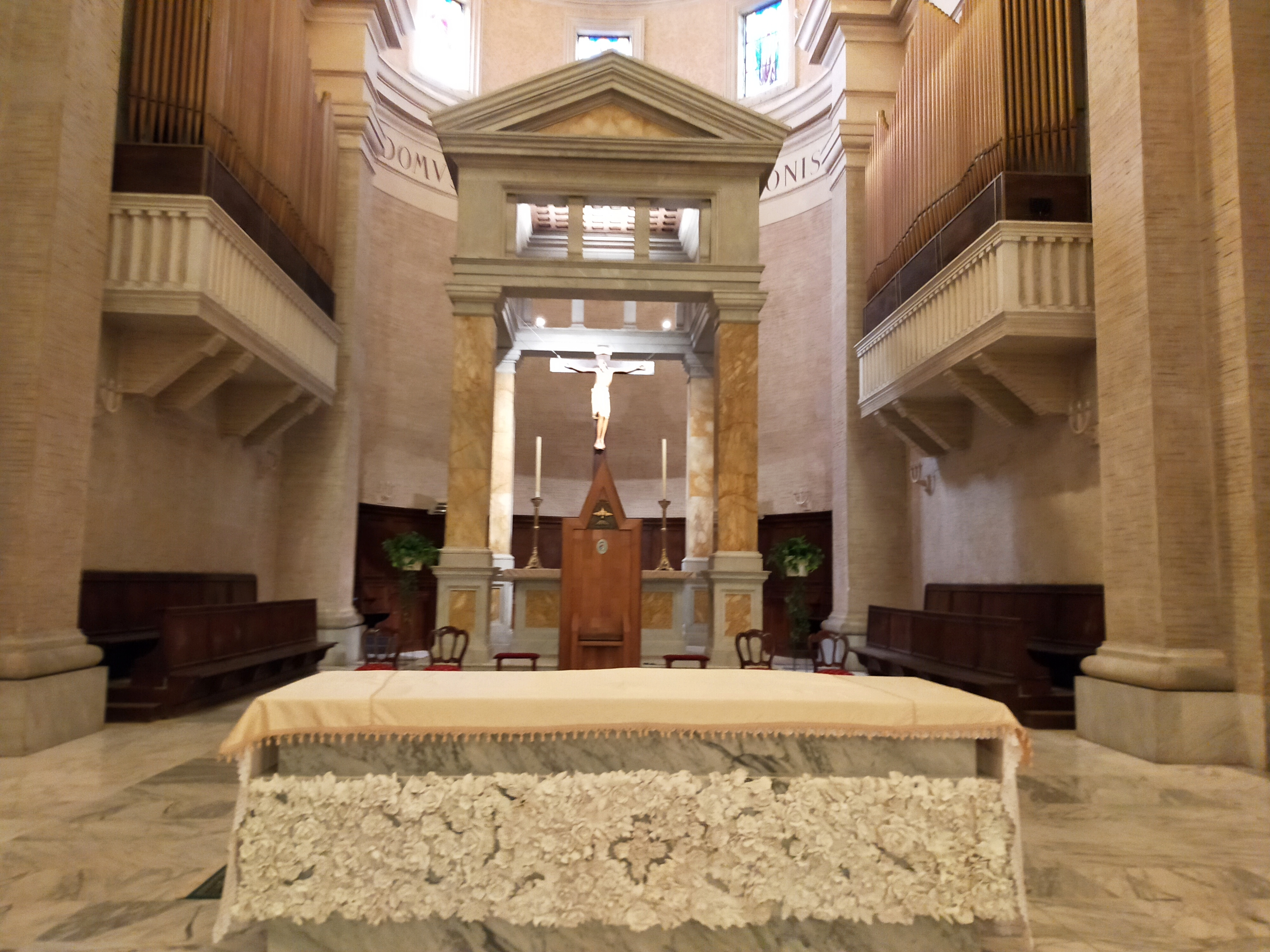
Altare maggiore e ciborio

### Esterno
L'edificio moderno presenta una facciata di travertino in stile neorinascimentale con i tre portali sormontati dai mosaici in cui sono raffigurati il Cristo affiancato dai due protettori della città, San Bartolomeo e la Madonna di Pietraquaria. Sul lato di via Guglielmo Marconi svetta il campanile alto 55,24 metri lineari.

### Interno
La cattedrale è a croce latina a tre navate divise da pilastri ed illuminate dal rosone e dalle vetrate della cupola. Sopra gli archi, i cornicioni sono stati aggiunti nel restauro successivo ai bombardamenti della seconda guerra mondiale. Tutte le navate sono absidate ma solo quella centrale, circolare, lavorata con pietra bianca locale, esce dal perimetro della chiesa. Nel coro, lateralmente rispetto all'altare maggiore, è collocato l'organo realizzato nel 1975 dalla Pontificia Fabbrica d'organi Comm. Giovanni Tamburini.
Gli elementi del presbiterio, tra cui l'altare maggiore, l'ambone e il candelabro per il cero pasquale, sono stati realizzati nel 2020 dall'artista Alberto Cicerone con l'utilizzo del marmo di Carrara, mentre per le decorazioni floreali è stata lavorata la porcellana di Capodimonte.